# Франц-Ксавер Иван де Пеячевич
Барон Франц-Ксавер Иван де Пеячевич (известен също като Матей III Франц Ксавер Пеячевич) е учен, духовник, историк и писател с българо-хърватски произход, от католическата чипровска фамилия Пеячевичи.

## Биография
Франьо Пеячевич е роден на 10 юли 1707 г. в Осиек, Хабсбургска монархия, днес в Хърватско. Той е седмо дете на Иван Пеячевич и Марта Стекич, и двамата от Чипровци, напуснали родния си дом след Чипровското въстание през 1688 г. Иван Пеячевич е брат на Георги Пеячевич – един от водачите на въстанието.
Старобългарското болярство на фамилията Пеячевичи е признато от австрийския император Карл VI за баронство. През 1688 г. императорът удостоява с баронска титла Георги Пеячевич заедно с неговите братя Никола, Иван и Марко. Тържественият герб на Пеячевичи представлява испански щит с два изправени лъва, с гръб един към друг, между които има колона увенчана с корона и едноглав орел. Лъвовете държат извити сребърни саби от източен тип. Над щита – графски шлем с намет, над намета – орел с кръст в човката и скиптър. Щитоносците са човешки фигури, които носят на гърдите си съответно австрийския и унгарския герб, и са стъпили на шахматно поле (символ на Хърватия). Гербът е утвърден със заповед на император Карл VI, от 10 юли 1712 г. в Пресбург.
Франц Ксавер Иван де Пеячевич е професор по канонично право и догматика, член на йезуитския орден, философ, историк и писател. От 1750 до 1760 г. е професор във Виена и Любляна, ректор в Линц, Загреб, Печ, Пожега, ректор на университета в Грац.
В завещанието си Пеячевич заявява, че поверява при смъртта си един ръкописен труд по история на българите на Георги Баряктари (преполага се, че е „Historia Bulgarorum“), за да го издаде печатно. За целта му оставя 1000 форинта в брой.
Проф. Франц Пеячевич умира на 7 октомври 1781 г. в град Пожега, Хърватско. Франц Ксавер е последният представител от разклонението на Иван Пеячевич. Погребан е в криптата на йезуитската църква „Св. Лаврентий“. Паметната му плоча е от мрамор, а в средата е поставен гербът на фамилията.

## Творчество
Автор е на трудове с исторически и по-общ характер, написани на латински:
1. „Противоречия между Източната и Западната църкви за първенството и допълване на символите“
2. „Седем книги за геологическата догма, за геологическите източници и единствения Бог на Троицата“
3. „История на Сърбия или 18 разговора за кралската държава и религията на Сърбия от възникването ѝ до края“.Трудът е издаден посмъртно и заглавието е дадено вероятно от издателя. Представлява няколко диалога между българин (Пеячевич) и сърбин по исторически въпроси.

Целта на „История на Сърбия“ е да върне сърбите под влиянието на Ватикана, но много често поставя въпроси от българо-сръбските църковно-политически отношения. Прави се опит да се очертае разликата между православната и католическата църква и естествено да се покажат преимуществата на католическата.
През 1976 г. в Загреб  е намерен – Historia Bulgarorum – издаден под името „Книга от завещанието на светейшия абат Францискус Ксаверий Пеячевич, поверена при смъртта му на Георги Баряктари – 5 октомври 1781 г.“. Научното изложение проследява от най-ранни времена появата на първобългарите (както той ги нарича) и славяните и стига до 1685 г.